# اولکساندر وولینتز
اولکساندر وولینتز (به انگلیسی: Oleksandr Volynets) شناگر و زادهٔ ۹ اکتبر ۱۹۷۴) شناگر اهل اوکراین است.